# Miguel González Pérez-Caballero
Miguel González Pérez-Caballero fue militar español que participó en la Guerra civil española.

## Biografía
Militar profesional, pertenecía al arma de infantería. En julio de 1936 ostentaba el rango de teniente y se encontraba destinado en el Regimiento de infantería «Tarifa» n.º 11, de guarnición en Alicante. Había sido seleccionado para participar en los Juegos Olímpicos de Berlín 1936.
Tras el estallido de la Guerra civil se mantuvo fiel a la República, integrándose en el Ejército Popular. En la primavera de 1937, poco después de la batalla del Jarama, fue nombrado comandante de la 19.ª Brigada Mixta. Posteriormente asumiría el mando de la 18.ª División, alcanzando el rango de teniente coronel. Al final de la contienda fue capturado por los franquistas. Condenado a muerte, acabaría siendo indultado y sólo estuvo en prisión algunos años.